# Distretto municipale di Kwaebibirem
Il distretto municipale di Kwaebibirem (ufficialmente Kwaebibirem Municipal Assembly, in inglese) è un distretto della Regione Orientale del Ghana.